# Brslen evropský
Brslen evropský (Euonymus europaeus) je dřevina náležející do čeledi jesencovitých (Celastraceae). Je jedním ze čtyř druhů brslenů vyskytujících se v Evropě. Celý rod zahrnuje přes 200 druhů rozšířených po celém světě. Brslen je snadno rozpoznatelný díky pestře zbarveným plodům.

## Popis
Je to opadavý keř až nízký strom. Může dorůstat velikosti až sedm metrů. Koruna je široce klenutá. Mladé větévky jsou zelenohnědé, hladké, čtyřhranné. Starší větve mají korkové lišty a tmavou kůru. Listy jsou řapíkaté, vstřícné, kopinaté až vejčité, na horním díle zašpičatělé a u řapíku klínovité, na povrchu holé.
Květy jsou drobné, čtyřčetné, s nazelenalými korunními plátky. Vyrůstají v úžlabních vidlanech. Kalich je čtyřcípý a má odstáté, často podvinuté korunní plátky. Tyčinky jsou zanořené do velkého žláznatého terče, ze kterého uprostřed vystupuje čnělka s malou bliznou.
Plodem je čtyřboká a čtyřpouzdrá tobolka, která puká. V každém pouzdře je jediné vejčité hnědě zbarvené semeno, které je obaleno dužnatým červeným míškem (aril). Po prasknutí plodu visí semena na nitce, dokud nespadnou.
Plně vyzrálé plody se sbírají nejčastěji v říjnu ještě před puknutím tobolky.

## Výskyt
Je rozšířen v celé Evropě. Na severu v oblasti Skotska, Dánska, jižního Švédska, na východě v kavkazské oblasti, na jihu ve Francii, Španělsku a Řecku. Vyskytuje se i v Malé Asii. Je to rostlina mírně světlomilná či polostinná, mrazuvzdorná, vyžadující vlhčí humózní, slabě zásaditou nebo neutrální půdu.
Nejčastěji roste v mezofilních křovinách na okrajích lesů a v lesních pláštích nebo v keřovém patře lužních a suťových lesů či dubohabřin, případně také v akátinách. V ČR se vyskytuje v nížinách i v podhůří. Lze ho vysazovat na zahradách do živých plotů i jako solitéru do prostoru. Je oblíben pro své ozdobné plody a listy, které se na podzim barví do červenohněda. Dnes je vyšlechtěn do několika kultivarů, lišících se barvou plodů, která přechází od červené, žluté až po bílou.
Odrůda ‘Albus‘ má bílé plody, na rozdíl od ní odrůda ‘Atropurpureus‘ má plody kopinaté, purpurově červené a na podzim se její listy barví do temně fialové barvy. Zakrslý růst zaručuje odrůda ‘Pumilus‘, zatímco ‘Red cascade‘ se vyznačuje svou výškou, lehce převislými výhony a množstvím žlutých plodů.

## Využití

### Farmakologické
Semena brslenu obsahují olej, který je určen buď k zevnímu použití při kožních nemocech způsobených cizopasníky nebo vnitřně, jako prostředek vyvolávající zvracení (emetika).

### Jedovatost
Obsahuje jedovatý glykosid evonymin, který je obsažen především v kůře, plodech a větvích. Je to rostlina smrtelně jedovatá. Po jeho požití dojde k otravě (intoxikaci) organismu, která se projevuje nevolností (nauzeou), křečemi (spasmy) v břiše, zvracením (vomitem), krvavým průjmem a zvýšenou teplotou (febrilií). První symptomy se objevují po 12–18 hodinách a pokud nedojde k ošetření, otrava končí selháním krevního oběhu. V nebezpečí jsou především děti, pro které jsou barevné plody velmi lákavé. Za smrtelnou dávku pro dospělého člověka se považuje 30 tobolek. Zaznamenány byly i otravy truhlářů, kteří zpracovávali dřevo brslenu.

### Průmyslové
Jeho žluté, velmi tvrdé dřevo se užívá v řezbářství. Nevýhodou je jeho nízká trvanlivost. Slouží především k výrobě malých dřevěných předmětů, například párátek, vřeten nebo v obuvnictví. Dřevěné uhlí z brslenu se užívá k výrobě malířských potřeb a střelného prachu. Odvar z plodů se používá k barvení a z jeho kořenů a větví se získává latex.

## Galerie

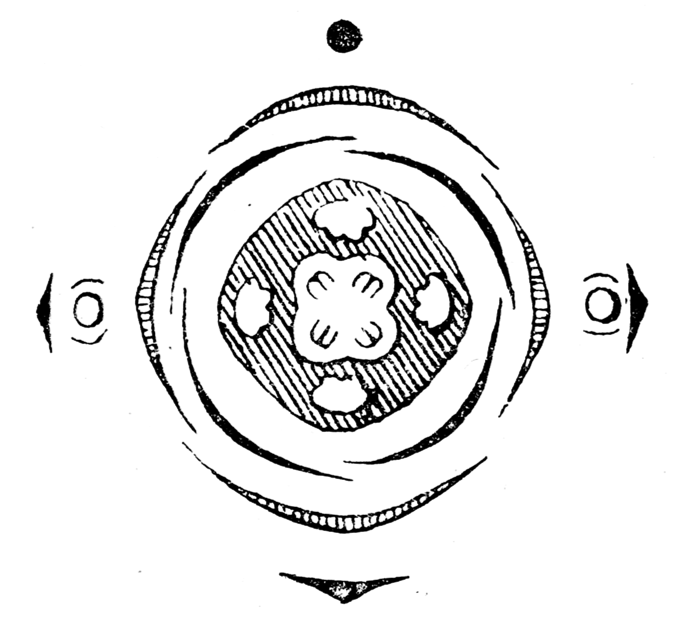
Květní diagram
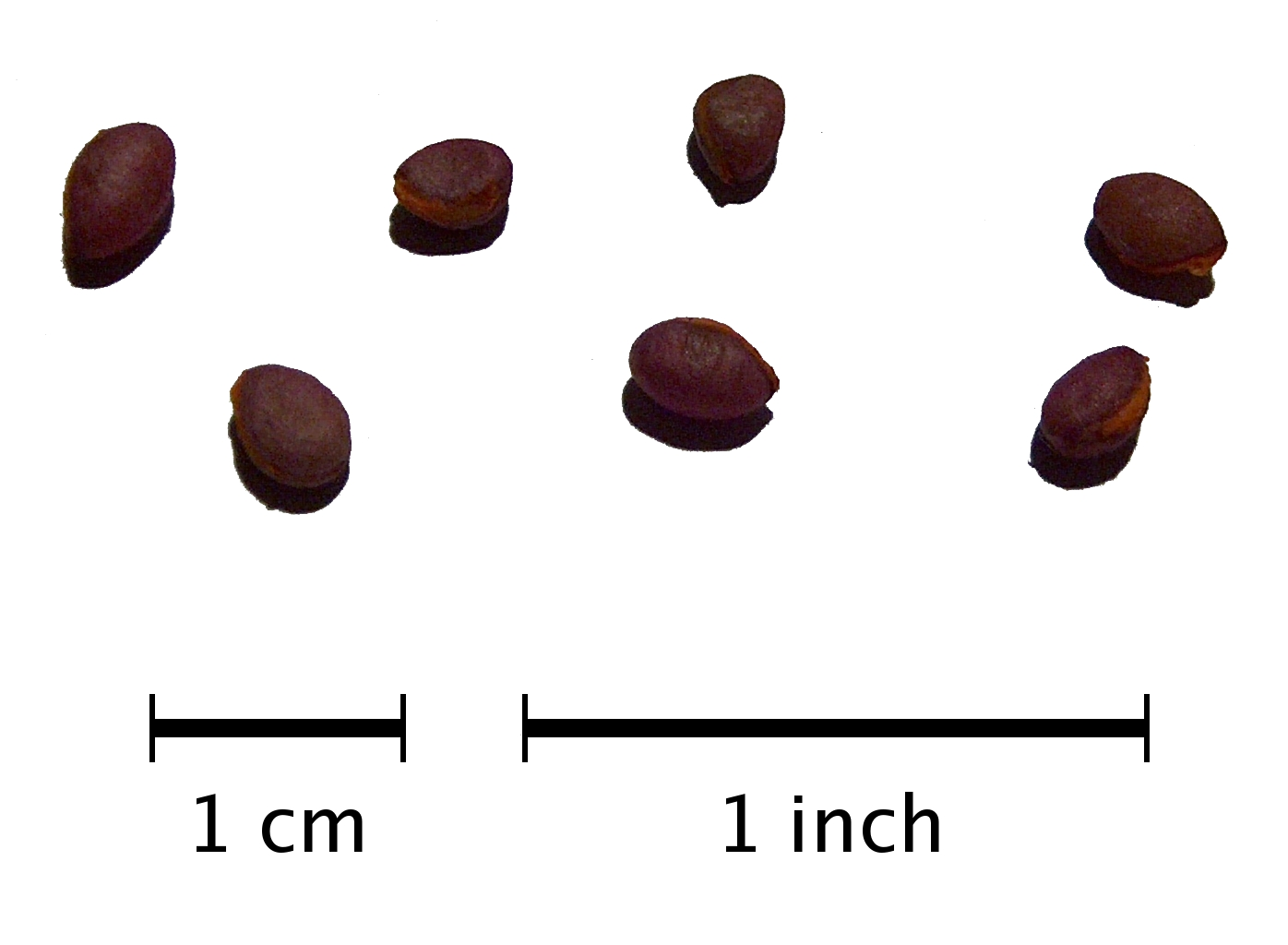
Dozrálá semena
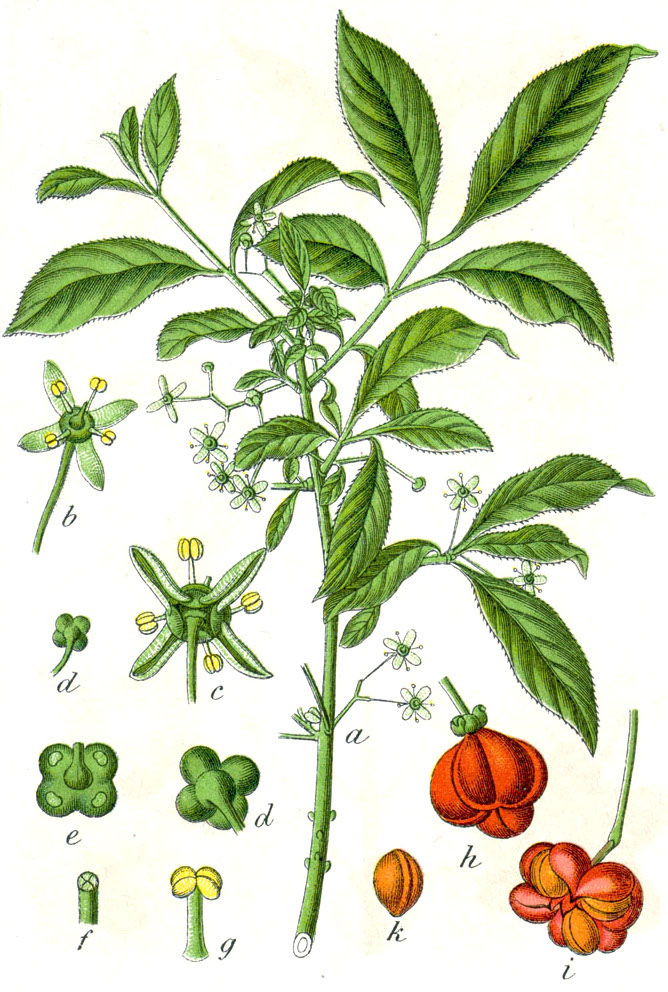
Brslen evropský
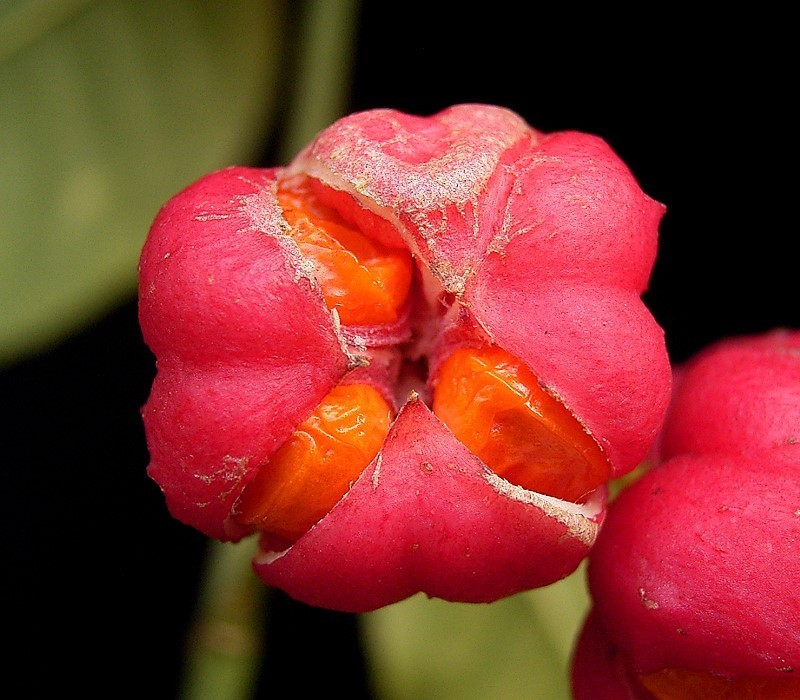
Detail plodu
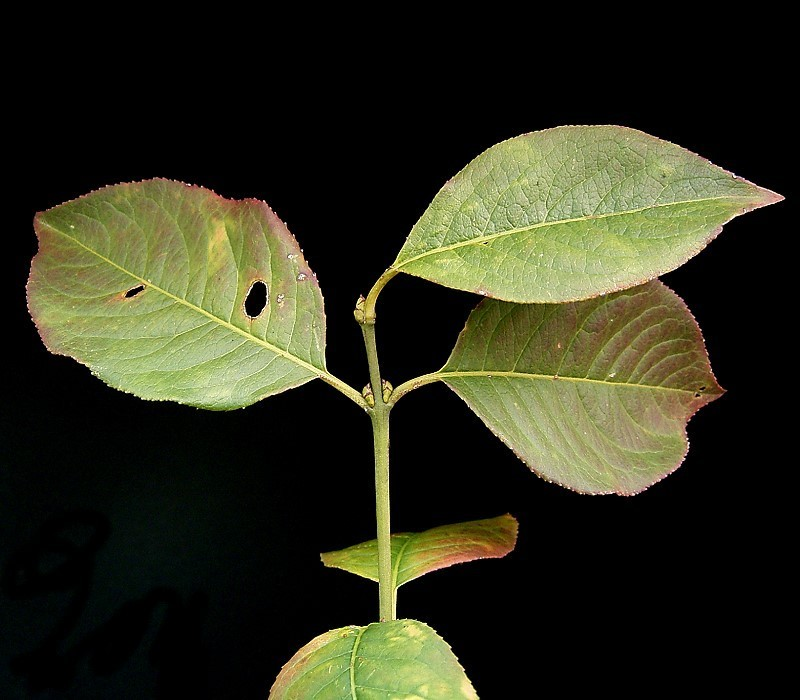
Ukázka listu
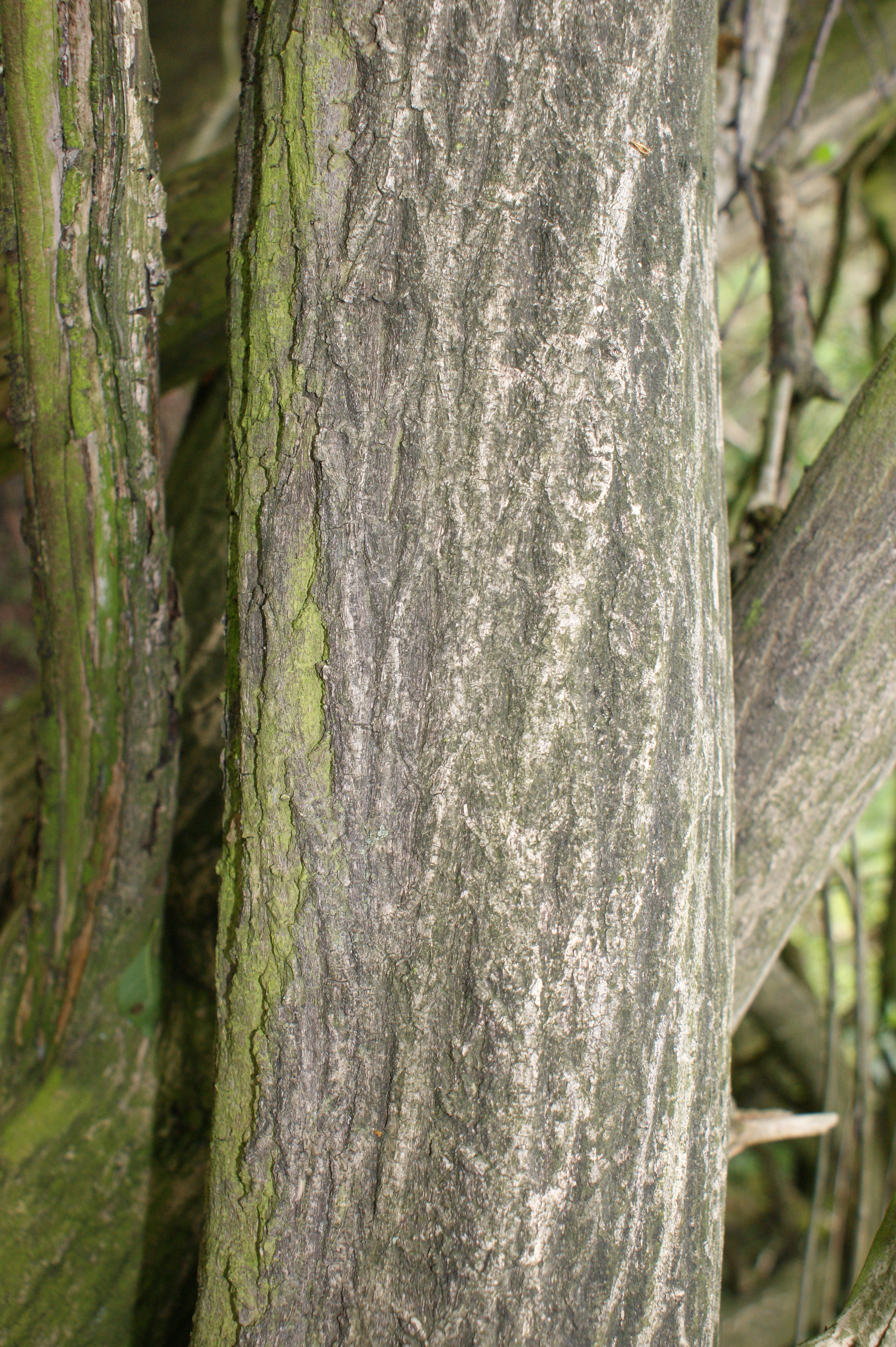
Kmen staršího exempláře brslenu
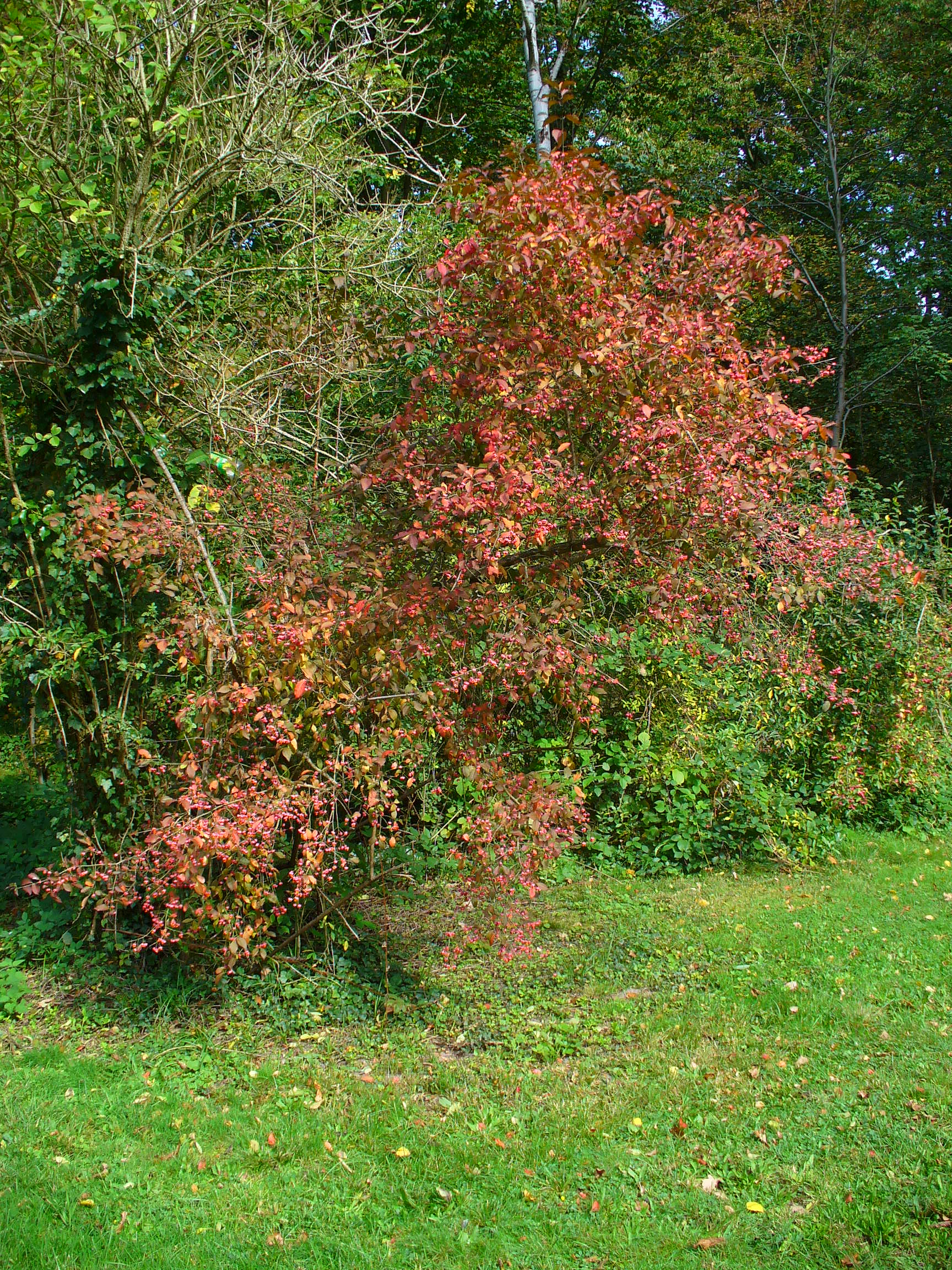
Brslen evropský
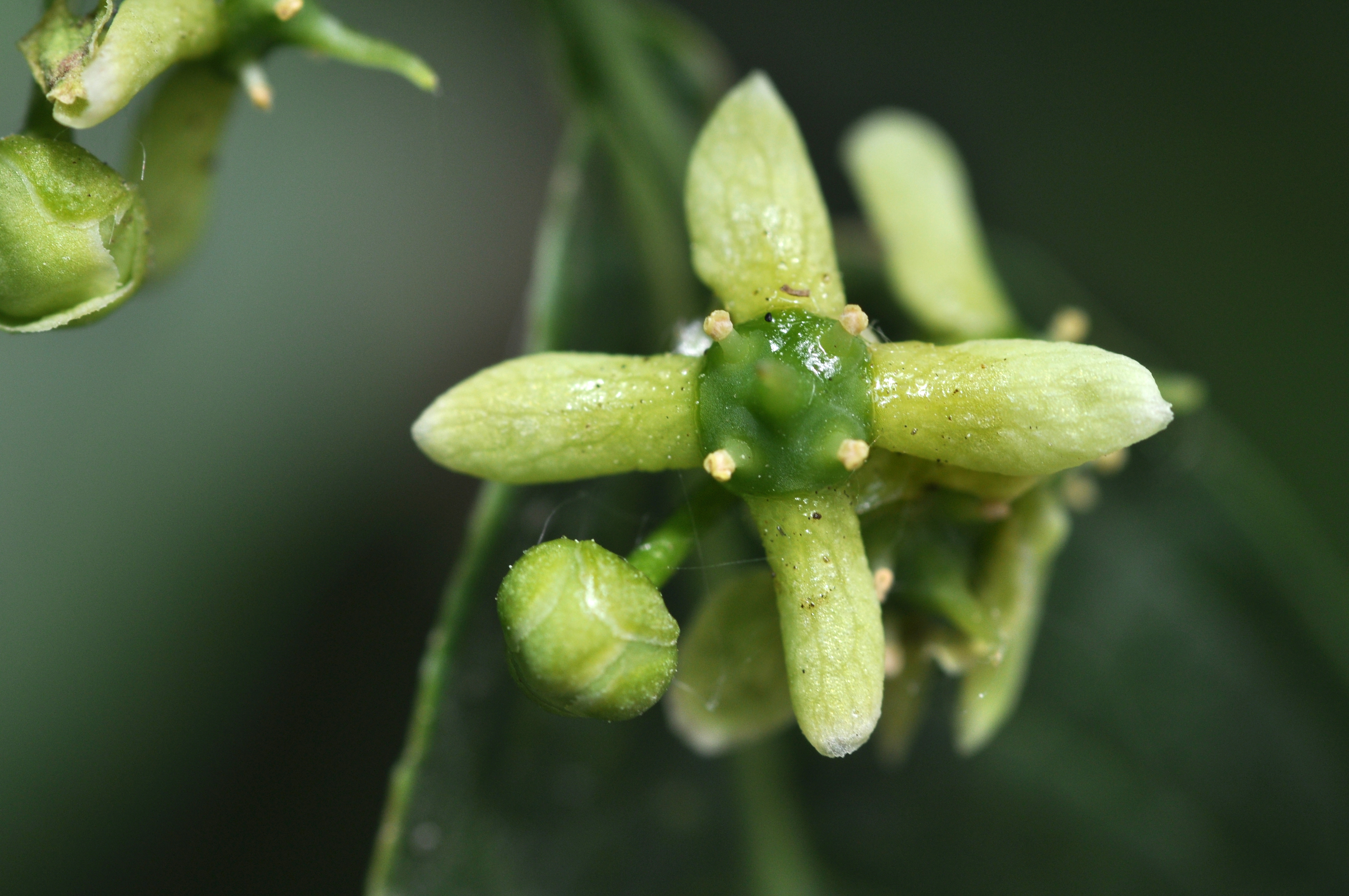
Detail květu
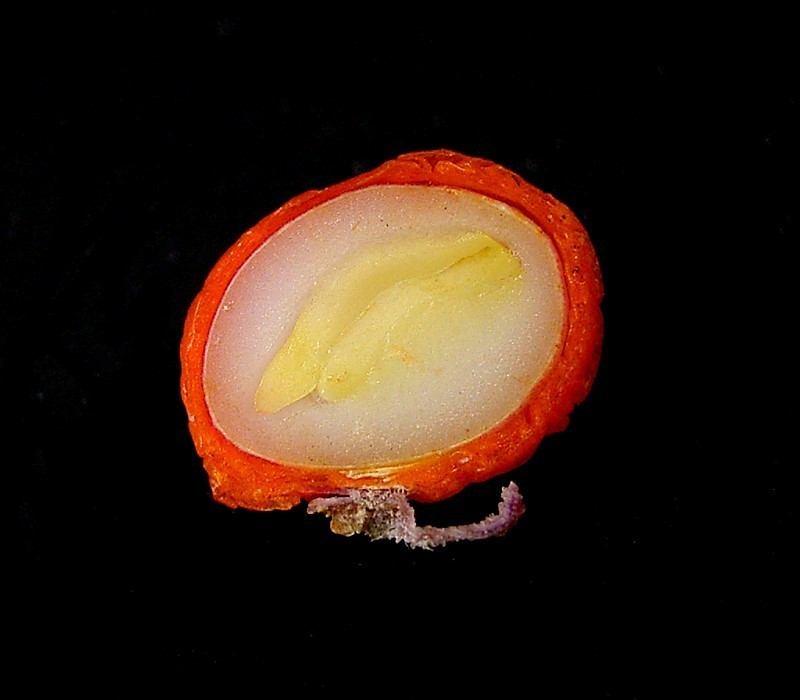
Semeno obalené míškem